# Экуменический правозащитный альянс
Экуменический правозащитный альянс (англ. Ecumenical Advocacy Alliance) — это международная сеть, объединяющая более 90 церквей и христианских организаций, сотрудничающих в области прав человека и для предотвращения распространения ВИЧ/СПИД.

## История
Альянс был учрежден 9 декабря 2000 года в Женеве по инициативе Всемирного совета церквей в ответ на призыв генерального секретаря совета Конрада Райзера к большему вовлечению совета в вопросы мира и справедливости. Одним из ключевых учредителей альянса явилось Содружество христианских советов и церквей в Западной Африке.

## Концепция
Всемирный совет церквей указывает, что участники альянса выступают за то, чтобы правительства, церкви, многосторонние организации и частный бизнес выполняли обязательства, которые они взяли на себя в ответ на ВИЧ и СПИД, включая мобилизацию ресурсов, необходимых для выполнения этих обязательств. Одной из главных сфер деятельности альянса является защита прав человека. Альянс предлагает экуменическую экспертизу, консультируя политические ведомства и исполнительные органы государств, международных институтов, корпораций и местных сообществ.
В отличие от традиционной структуры создаваемых советом структур, альянс был открыт к участию широкому кругу организаций даже вне совета. Партнерами альянса в работе по предотвращению распространения ВИЧ/СПИД являются Ecumenical HIV and AIDS Initiative in Africa (EHAIA) и African Network of Religious Leaders with and Affected by HIV and AIDS (INERELA).